# NKセスヴェテ
NKセスヴェテ（NK Sesvete）は、クロアチアのザグレブ・セスヴェテをホームタウンとするサッカークラブである。

## 歴史
1941年にセスヴェテでNKラドニク (NK Radnik) として創設され、1945年に登録された。1994年4月にNKラドニクの競技場近くのドゥボク・ヤラク軍用倉庫で爆発が起こるまではザグレブサッカー協会 (ZNS) のリーグで多少の成功を収めていた。クラブは一時的に撤退したが、11年後の2005年にZNSとセスヴェテ市議会のメンバーから支援を受けて再創設、再登録された。
2011年にトレチャHNLで優勝してドルガHNLに昇格した。
2013年7月8日にクラブ名がNKラドニク・セスヴェテ (NK Radnik Sesvete) からNKセスヴェテ (NK Sesvete) に改称され、ロゴも変更された。
2014-15シーズンにドルガHNLで2位になり、プルヴァHNLで9位のNKイストラ1961との入れ替え戦に出場予定であったが、NKセスヴェテのホームスタジアムがプルヴァHNLの基準を満たしておらず、またスタディオン・マクシミールをホームスタジアムとして使用することを拒否したため、入れ替え戦は行われずにNKイストラ1961の残留が決定した。

## 獲得タイトル
- トレチャHNL：1回
  - 2010-11

## 歴代所属選手
- クルーノ・ロブレク 2013-2015
- フランク・オハンザ 2014-2015